# Barra Shopping
O Barra Shopping, estilizado como BarraShopping, é um shopping center da cidade do Rio de Janeiro, localizado na Barra da Tijuca. Foi inaugurado em 26 de outubro de 1981 pelo então governador do estado Antônio de Pádua Chagas Freitas. Fazem parte do complexo o próprio BarraShopping, o New York City Center, o Centro Médico BarraShopping, e o Centro Empresarial BarraShopping e Centro Profissional BarraShopping. Em 4 de dezembro de 2012 foi inaugurado o Village Mall, centro de compras voltado para o público A, localizado ao lado do Centro Empresarial BarraShopping.
O shopping conta com mais de 700 lojas,  incluindo as âncoras e megalojas C&A, Fila, GAP, Leader, Renner, Riachuelo, Zara, Lojas Americanas, Centauro, Camicado, Casa & Vídeo, Fast Shop, Polishop, Ponto Frio, Livraria da Travessa, Companhia Athletica e UCI Cinemas (maior complexo do país, com 18 salas, incluindo 1 sala IMAX, 2 salas VIPs, 1 sala XPLUS e 1 sala 4DX) em 120 mil m², além de mais de 5 mil vagas de estacionamento. Em 2018, mais de 22 milhões pessoas visitaram o complexo.
Sua logomarca é comum aos empreendimentos da empresa Multiplan, e representa o trevo da BR-356 no Belvedere, em Belo Horizonte, onde foi construído o primeiro shopping center do grupo, o BH Shopping em 1979. A mesma logomarca foi adotada por representar o Cebolão, como é conhecido o trevo entre a Avenida das Américas e a Avenida Ayrton Senna.
O Barra Shopping foi eleito, na pesquisa "Marcas dos cariocas" (levantamento encomendado pelo jornal O Globo ao Grupo Troiano de Branding), como um dos cinco shoppings principais que moram no coração de quem vive no Rio de Janeiro.

## Confusão sobre a escolha do nome
Até julho de 1981, o shopping seria chamado de Shopping Center da Barra, conforme mostram as propagandas publicadas em jornais do Rio de Janeiro. A partir daí começou-se a utilizar o novo e atual nome.

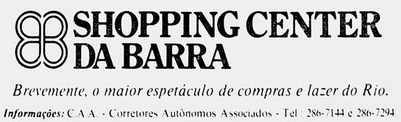
Primeiro nome dado ao empreendimento ainda durante as obras.

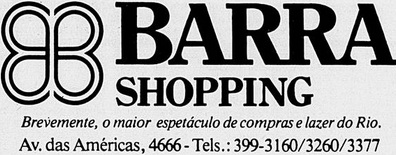
Nome atual escolhido três meses antes da inauguração.

## Complexo Barra Shopping/New York City Center

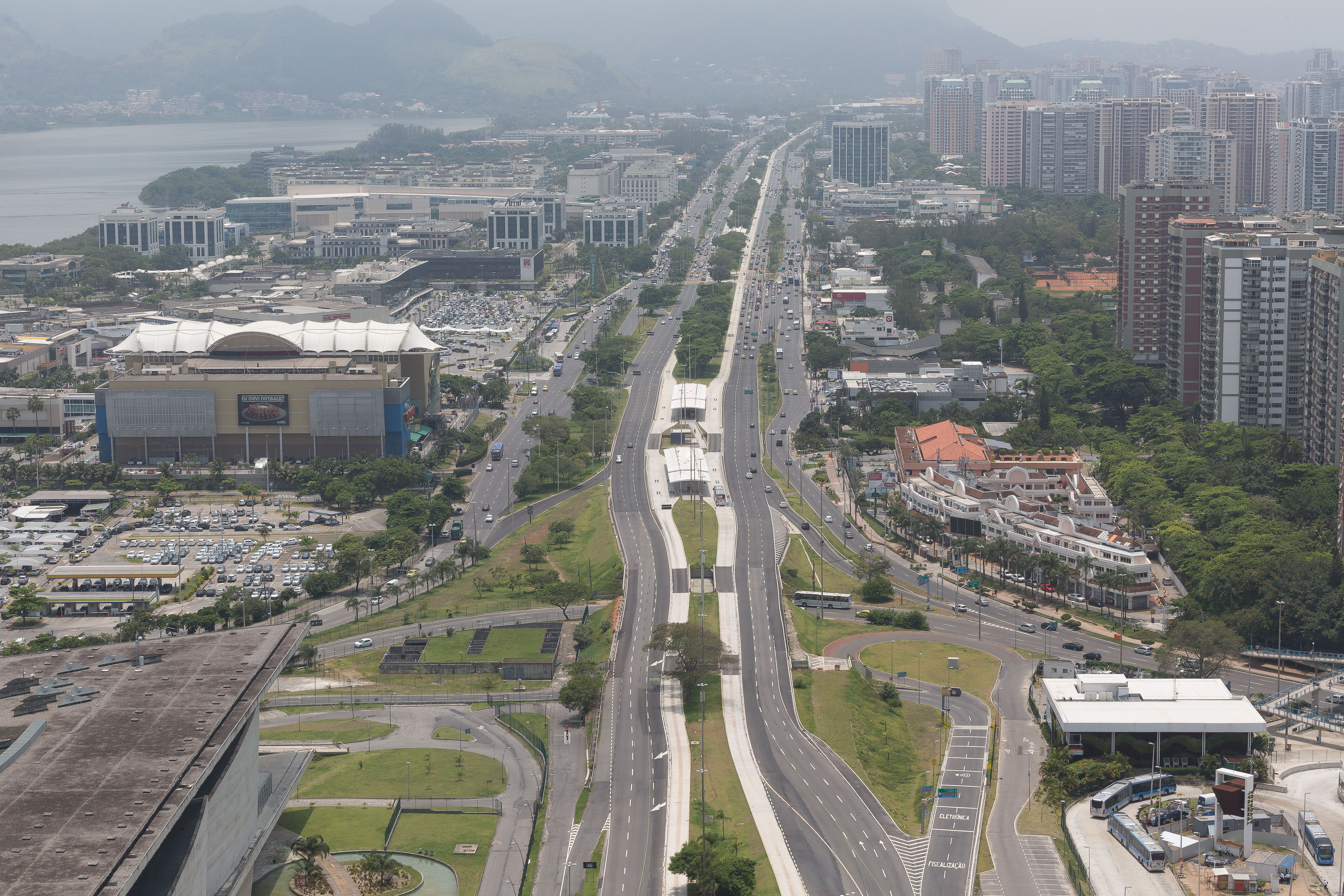
Foto aérea da barra com o New York City Center à esquerda

Em 4 de dezembro de 2003, foi inaugurada a integração entre o Barra Shopping, o New York City Center e o Centro Empresarial BarraShopping, dando origem a um dos maiores centros de compras, serviços e entretenimento da América Latina. Inicialmente, a passagem do Barrashopping para o New York City Center era feita por meio de uma passarela externa ao shopping. Posteriormente, foi construído um novo trecho do centro comercial, com um corredor de lojas, que concluiu a integração do complexo.
O Centro Médico é composto por trinta clínicas especializadas, e o setor de entretenimento conta com a academia Cia. Athletica e dezoito salas de cinema UCI.
O complexo gera mais de 11.900 empregos e, em 2016, movimentou mais de R$ 2 bilhões em vendas.

### O monotrilho
Com o objetivo de facilitar a circulação no BarraShopping, em junho de 1996 foi inaugurada uma linha de monotrilho substituindo o serviço gratuito de micro-ônibus circular dentro do estacionamento. Cobrando uma tarifa de R$ 1,50, o monotrilho possuía três estações, duas localizadas no extremos do centro comercial e uma no estacionamento. Após o sucesso inicial, em função da novidade, sua operação se revelou deficitária devido à alta tarifa, até sua desativação em 2000.

## Centro Empresarial BarraShopping
O Centro Empresarial Barra Shopping é formado por onze prédios comerciais que abrigam empresas como Shell e Amil, além de possuir um campus da Universidade Estácio de Sá e estar interligado ao Fórum Regional da Barra da Tijuca. É interligado ao BarraShopping através de uma passarela de 200 metros de comprimento.

## Expansão
A mais recente (e sétima) expansão ficou pronta em 10 de junho de 2014.  Com essa ampliação, o shopping atingiu 101,2 mil m². Em área construída, chegou a 35 mil m², distribuídos em três níveis. A expansão compreende 55 novas lojas, uma nova área de estacionamento com 628 vagas e ampliação do Centro Médico em 4,5 mil metros quadrados.
- Expansão do Barra Shopping
- Barra Shopping e o New York City Center ao Fundo